# 浅田徳則
浅田 徳則（あさだ とくのり、1848年11月21日（嘉永元年10月26日） - 1933年3月30日）は、日本の官僚、外交官、政治家。貴族院議員。幼名は泰治。

## 来歴
京都出身。浅田金吾の長男として生まれる。慶応4年5月（1868年6-7月）、久美浜県書記として出仕し、同県権大属、生野県准大属を歴任。明治4年9月（1871年10-11月）、大蔵省に移り戸籍権中属に任じられ、戸籍寮九等出仕、国債寮八等出仕などとなる。
1874年9月、外務省に移り外務一等書記生として米国公使館勤務となる。以後、外務省公信局長心得、取調局長、公信局長、通商局長、兼会計局長、弁理公使などを歴任した。
1889年12月、知事に任命され、さらに、長野県知事、新潟県知事、広島県知事などを歴任した。
1900年6月、外務省総務長官（次官）兼官房長に就任。1901年6月には逓信総務長官となり1903年9月まで在任。同年同月23日、貴族院勅選議員となり、同和会に属し死去するまで在任。1903年11月9日、錦鶏間祗候に任じられた。後に実業界に転身し、東京電燈と合併した東京電力会社の社長などを務めた。墓所は多磨霊園。

## 栄典
位階
- 1884年（明治17年）6月30日 - 従五位[6]
- 1895年（明治28年）2月20日 - 正四位[7]
- 1900年（明治33年）3月20日 - 従三位[8]
- 1903年（明治36年）10月30日 - 正三位[9]

勲章等
- 1888年（明治21年）5月29日 - 勲四等旭日小綬章[10]
- 1889年（明治22年）11月25日 - 大日本帝国憲法発布記念章[11]
- 1895年（明治28年）6月19日 - 日本赤十字社特別社員章[12]
- 1897年（明治30年）12月28日 - 勲二等瑞宝章[13]
- 1899年（明治32年）12月27日 - 旭日重光章[14]
- 1906年（明治39年）4月1日 - 勲一等瑞宝章[15]
- 1915年（大正4年）11月10日 - 大礼記念章[16]
- 1933年（昭和8年）3月30日 - 昭和六年乃至九年事変従軍記章[17]

外国勲章等佩用允許
- 1891年（明治24年）9月11日 - オスマン帝国：美治慈恵第二等勲章[18]

## 家族・親族

### 家族
- 父：浅田金吾
- 娘
  - みつ（次女、渡干城の妻[19]）
  - 勝（四女、狩野宗三の妻[20]）

### 親族
- 大木良輔（実業家） - 狩野宗三の兄[21]
  - その妻のよしは笠井庄兵衞（東京府会議員，実業家）の三女[21]。